# Orlando Romero
Orlando Romero Cabrera (ur. 21 grudnia 1933 w Fagina) – duchowny kościoła rzymskokatolickiego, emerytowany biskup Canelones w Urugwaju.
15 grudnia 1957 utrzymał święcenia kapłańskie. 26 maja 1986 mianowany biskupem pomocniczym Montevideo w Urugwaju otrzymując diecezję tytularną Gubalianaę. 13 lipca 1986 otrzymał sakrę biskupią z rąk Arcybiskupa José Gottardi Cristelli. Współkonsekratorami byli Biskup Raúl Horacio Scarrone Carrero Biskup Pablo Galimberti.
25 października 1994 został mianowany biskupem Canelones. Po ukończeniu 75 roku życia, zgodnie z przepisami prawa kanonicznego, złożył rezygnację z urzędu, która została przyjęta przez Benedykta XVI 23 lutego 2010.